# Fumio Kamamoto
Fumio Kamamoto (jap. 釜本文男 Kamamoto Fumio; ur. 4 listopada 1918 w prefekturze Hyōgo, zm. 11 lutego 2011 w Setagaya w Tokio) – japoński lekkoatleta, młociarz.
Złoty medalista igrzysk azjatyckich (1951). 
Podczas igrzysk olimpijskich w Melbourne (1956) zajął 22. miejsce w eliminacjach i nie awansował do finału.

## Rekordy życiowe
- Rzut młotem – 48,98 (1940)